# Менюша
Меню́ша — деревня в составе Медведского сельского поселения Шимского района Новгородской области России.

## География
Деревня расположена на берегу реки Струпенка. Деревня располагалась на проходившем здесь до середины XX века крупном тракте, по которому проходил путь из Петербурга и Новгорода в Псков и далее в Европу.

## Название
Под своим названием село упоминалось в 1492 году. Однако, существуют версии, что село получило название в честь событий, происходивших позже. По одной из версий, такое название ей дали военные поселенцы, сбежавшие из села Медведь в эти места, «разменявшие» свою судьбу. По другой версии, название пошло от большого количества бывших в деревне постоялых дворов, на которых меняли лошадей.

## История
Первое упоминание деревни относится к 1492 году, когда в писцовых книгах её относили к Сумерскому погосту.
Во время русско-шведской войны деревня была разорена.
До 1764 года в деревнe находился Менюшский Свято-Троицкий монастырь, приписанный к Духову-Новгородскому монастырю. Позже он был упразднён, а церковь переведена в разряд приходских.
В 1818 году жители деревни были переведены из разряда экономических крестьян в разряд военных поселян 1-го Карабинерного полка.
В 1841 году в деревни был освящён большой каменный Свято-Троицкий собор.
В 1857 году жители деревни из разряда пахотных солдат переведены в удельных крестьян.
В 1867 году относилось к Новгородскому уезду Новгородской губернии.
В 1927 году Менюша стала центром администрации Горноверетьевского сельсовета Медведского района Ленинградской области, в который помимо её также вошли деревни Старое Веретье, Горное Веретье, Шарок, Маковище, Новый Борок.
В 1937 году церковь в деревне была закрыта. В храме разместили каменные жернова и мололи зерно, там же его и хранили, кроме того в соборе хранили мешки с минеральным удобрением, а колодец был забросан камнями и землёй.
В 1937—1938 годах в деревне было арестовано и осуждено несколько десятков взрослых мужчин, и большинство из них погибло в лагерях.
10 августа 1941 года деревня была взята немцами. В ноябре 1943 года почти все, кто оставался в Менюше, были вывезены на принудительные работы в Латвию, а затем — в Германию. 26 января 1944 года деревня была освобождена частями 382 Новгородской стрелковой дивизии. Во время войны деревня была практически полностью разрушена. Из 550 бывших здесь домов уцелело лишь 10. К началу 1948 года в деревне было построено 118 новых домов.
В 1991 году в полуразрушенной церкви возобновились богослужения.
В 2006 году Горноверетьевский сельсовет был упразднён, Менюша вошла в состав Медведского сельского поселения.

## Менюшские отроки
С деревней связана одна из самых известных православных легенд Новгородчины. Согласно ей, в 1570 году в крестьянской семье Исидора и Варвары из деревни Верхний Прихон без присмотра занятых в поле родителей остались два мальчика — пятилетний Иоанн (Иван) и трёхлетний Иаков (Яков). Во время детских игр на окраине деревни Иван случайно убил Якова и, прибежав домой, от страха спрятался в печь. Вернувшиеся с полевых работ родители затопили печь, в которой спрятался их старший сын. Иван так и не подал голоса. Родители обнаружили его тело уже после того, как печь была протоплена.
Мальчиков похоронили вместе на Медведском погосте. Но через некоторое время, 7 июля, заблудившиеся в этих местах охотники вышли на Каменское (Каменное) озеро и увидели два плавающих по озеру детских гробика. Догадавшись, что в них тела двух погибших мальчиков, охотники выловили гробики и похоронили их. А после этого обратились к младенцам с молитвой помочь им выбраться из леса. И вышли к Менюше.
Ещё спустя какое-то время шедший через эти места из Пскова монах обрёл здесь исцеление и во время сна получил откровение: «Дальше не ходи, останься здесь, найди могилку отроков, похорони их в деревне Менюша и поставь часовню». Монах выполнил наказ, нашёл могилу отроков и перезахоронил их в Менюше, поставив на этом месте часовню.
С тех пор озеро в окрестностях Менюши считается святым.

## Социальные и культурные объекты
В деревне есть дом культуры, краеведческий музей, детский дом.

## Достопримечательности
- Свято-Троицкий собор. Согласно легенде, во время охвативших округу крестьянских волнений из-за эпидемии холеры по тракту через деревню проезжал император Николай I. В Менюше бунтов не было. Оценив законопослушность деревенских крестьян, император спросил у местных жителей их пожелания. Крестьяне попросили у императора новый храм, который и был построен к 1841 году.

## Известные уроженцы и жители
- Николай Васильевич Павлов (1918—86) — советский прозаик, инженер, конструктор[7].